# Olympische Sommerspiele 1984/Teilnehmer (Kenia)
| Gelbes Symbol für Goldmedaillen mit stilisierten Olympischen Ringen | Graues Symbol für Silbermedaillen mit stilisierten Olympischen Ringen | Braundes Symbol für Bronzemedaillen mit stilisierten Olympischen Ringen |
| ------------------------------------------------------------------- | --------------------------------------------------------------------- | ----------------------------------------------------------------------- |
| 1                                                                   | —                                                                     | 2                                                                       |

Kenia nahm an den Olympischen Sommerspielen 1984 in Los Angeles, USA, mit einer Delegation von 61 Sportlern (56 Männer und fünf Frauen) teil.

## Medaillengewinner

### Gold
| Name(n)      | Sportart       | Wettkampf        |
| ------------ | -------------- | ---------------- |
| Julius Korir | Leichtathletik | 3000 m Hindernis |

### Bronze
| Name(n)         | Sportart       | Wettkampf      |
| --------------- | -------------- | -------------- |
| Ibrahim Bilali  | Boxen          | Fliegengewicht |
| Michael Musyoki | Leichtathletik | 10.000 Meter   |

## Teilnehmer nach Sportarten

### Boxen
- Daniel Mwangi
Halbfliegengewicht: 9. Platz

- Ibrahim Bilali
Fliegengewicht: Bronze

- Sammy Mwangi
Bantamgewicht: 17. Platz

- John Wanjau
Federgewicht: 5. Platz

- Patrick Waweru
Leichtgewicht: 33. Platz

- Charles Owiso
Halbweltergewicht: 17. Platz

- Stephen Okumu
Halbmittelgewicht: 17. Platz

- Augustus Oga
Mittelgewicht: 17. Platz

- Sylvanus Okello
Halbschwergewicht: 5. Platz

- James Omondi
Schwergewicht: 16. Platz

### Gewichtheben
- Pius Ochieng
I. Schwergewicht: 10. Platz

### Hockey
- Herrenmannschaft
9. Platz

- Kader
Emmanuel Oduol
Julius Akumu
Lucas Alubaha
Michael Omondi
Parminder Singh Saini
Manjeet Singh Panesar
Jitender Singh Panesar
Peter Akatsa
Harvinder Singh Kular
Christopher Otambo
Brajinder Singh Daved
Raphael Fernandes
Sunil Chhabra
Sarabjit Singh Sehmi
Eric Otieno
Julius Mutinda

### Leichtathletik
- Alfred Nyambane
200 Meter: Vorläufe

- David Kitur
400 Meter: Halbfinale
4 × 400 Meter: Halbfinale

- John Anzrah
400 Meter: Viertelfinale
4 × 400 Meter: Halbfinale

- James Atuti
400 Meter: Vorläufe

- Billy Konchellah
800 Meter: 4. Platz

- Edwin Koech
800 Meter: 6. Platz

- Juma Ndiwa
800 Meter: Halbfinale

- Joseph Chesire
1500 Meter: 4. Platz

- Josephat Muraya
1500 Meter: Vorläufe

- Kipkoech Cheruiyot
1500 Meter: Vorläufe

- Paul Kipkoech
5000 Meter: 5. Platz

- Charles Cheruiyot
5000 Meter: 6. Platz

- Wilson Waigwa
5000 Meter: 10. Platz

- Michael Musyoki
10.000 Meter: Bronze

- Sosthenes Bitok
10.000 Meter: 6. Platz

- Joseph Nzau
10.000 Meter: 14. Platz
Marathon: 7. Platz

- Joseph Otieno
Marathon: 49. Platz

- Kimurgor Ngeny
Marathon: 68. Platz

- Simon Kitur
400 Meter Hürden: Halbfinale
4 × 400 Meter: Halbfinale

- Meshak Munyoro
400 Meter Hürden: Vorläufe

- Julius Korir
3000 Meter Hindernis: Gold

- Julius Kariuki
3000 Meter Hindernis: 7. Platz

- Kiprotich Rono
3000 Meter Hindernis: Vorläufe

- Elijah Sogomo
4 × 400 Meter: Halbfinale

- Jason Opicho
4 × 400 Meter: Halbfinale

- Pius Munyasia
20 Kilometer Gehen: 32. Platz

- Moses Kiayi
Weitsprung: 16. Platz in der Qualifikation
Dreisprung: 20. Platz in der Qualifikation

- Ruth Waithera
Frauen, 200 Meter: Halbfinale
Frauen, 400 Meter: 8. Platz

- Selina Chirchir
Frauen, 800 Meter: Vorläufe

- Justina Chepchirchir
Frauen, 1500 Meter: Vorläufe

- Hellen Kimaiyo
Frauen, 3000 Meter: Vorläufe

- Mary Wagaki
Frauen, Marathon: 43. Platz

### Schießen
- Shuaib Adam
Freie Scheibenpistole: 31. Platz

- Michael Carr-Hartley
Trap: 54. Platz